# ألبرت سنيل
ألبرت سنيل (بالإنجليزية: Albert Snell)‏ هو لاعب كرة قدم بريطاني في مركز الوسط، ولد في 7 فبراير 1931 في دونكاستر في المملكة المتحدة، وتوفي بنفس المكان في 31 مارس 2007. لعب مع نادي سندرلاند.